# Stazione di Yatsuka
La stazione di Yatsuka (谷塚駅?, Yatsuka-eki) è una stazione ferroviaria della città di Sōka, nella prefettura di Saitama, in Giappone, ed è servita dalla linea Tōbu Sky Tree delle Ferrovie Tōbu. Presso di essa fermano solo i treni locali, ed è l'ultima stazione del territorio metropolitano di Tokyo provenendo da Asakusa.

## Linee
Ferrovie Tōbu
● Linea Tōbu Isesaki (Linea Tōbu Sky Tree)

## Struttura
La stazione, è dotata di un marciapiede a isola con due binari passanti su viadotto, all'esterno dei quali si trovano altri 2 binari di transito per i treni espressi e rapidi. La banchina è collegata al mezzanino sottostante da scale fisse, mobili e ascensori.
| 1 | ● Linea Tōbu Sky Tree | per Nishiarai, Kita-Senju, Tōkyō Sky Tree e Asakusa via linea Hibiya per Naka-Meguro |
| 2 | ● Linea Tōbu Sky Tree | per Sōka, Shin-Koshigaya, Kasukabe, Tōbu Dōbutsukōen, Kuki e Tōbu Nikkō              |

## Stazioni adiacenti
| «                  | Servizio               | »                  |
| Linea Tōbu Isesaki | Linea Tōbu Isesaki     | Linea Tōbu Isesaki |
| ------------------ | ---------------------- | ------------------ |
| Takenotsuka        | Locale                 | Sōka               |
| Transito           | Semiespresso sezionale | Transito           |
| Transito           | Espresso sezionale     | Transito           |
| Transito           | Espresso               | Transito           |
| Transito           | Semiespresso           | Transito           |
| Transito           | Rapido                 | Transito           |
| Transito           | Rapido sezionale       | Transito           |